# Aiden Grimshaw
Aiden Grimshaw (* 4. Dezember 1991 in Blackpool) ist ein britischer Popsänger.

## Biografie
Aiden Grimshaw wurde durch seine Teilnahme an der Castingshow The X Factor bekannt. Obwohl er höher eingeschätzt worden war, belegte er nur Platz 9 in der siebten X-Factor-Ausgabe 2010.
Er unterschrieb danach einen Plattenvertrag bei RCA und veröffentlichte im Juni 2012 seine Debütsingle Is This Love, die in die Top 40 der UK-Charts einstieg.

## Diskografie
Alben
- Misty Eye (2012)

Singles
- Is This Love (2012)
- Curtain Call (2012)